# Cricotopus bicinctus
Cricotopus bicinctus is een muggensoort uit de familie van de dansmuggen (Chironomidae). De wetenschappelijke naam van de soort is voor het eerst geldig gepubliceerd in 1818 door Meigen.

## Afbeeldingen

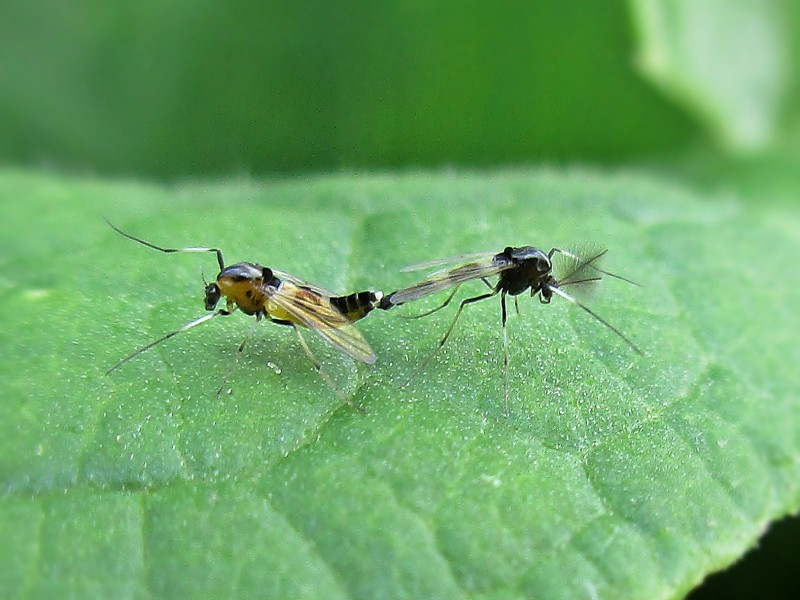
paring
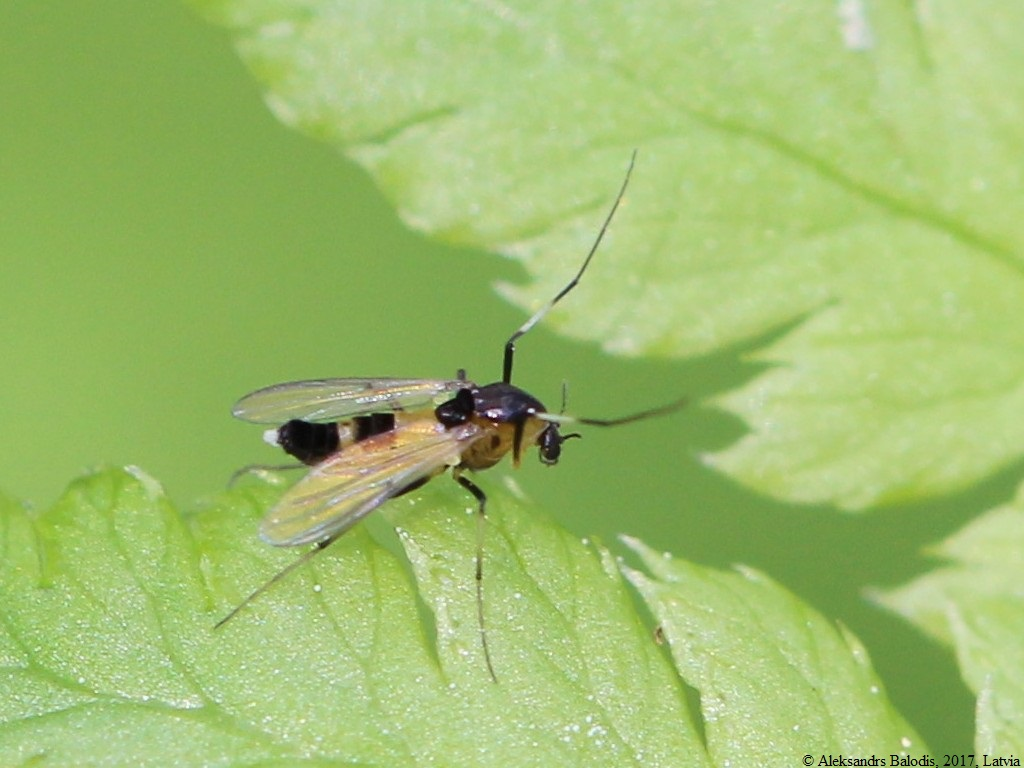
vrouwtje
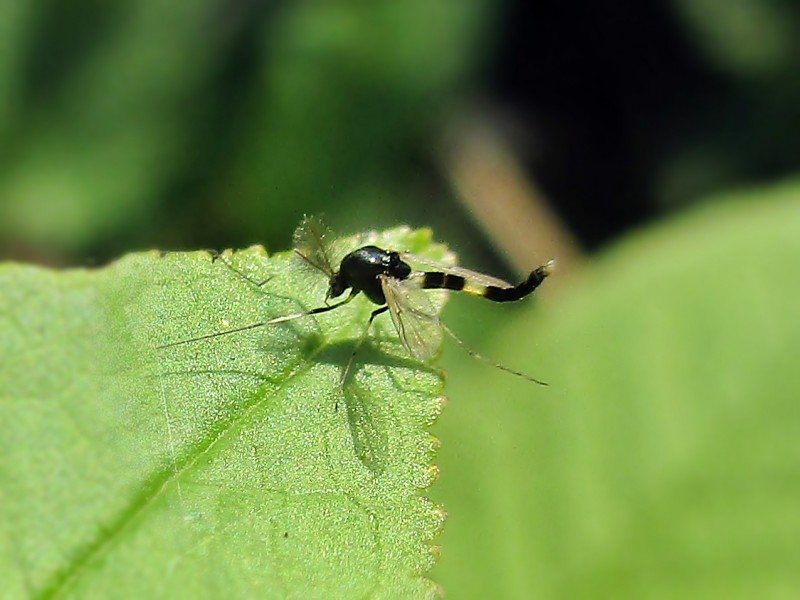
mannetje